# Upplands runinskrifter 1031
Upplands runinskrifter 1031 är en runsten vid gården Hånsta väster om Vattholma i Lena distrikt.

## Inskrift
Translitterering av runraden:
[sihtia]rf ' auk humbiurn ' [auk þur](b)iurn ' þiʀ lit[u] r[i](t)a stin þino auk b[ru · kira at iu]n faþur · [sin]
Normalisering till runsvenska:
Sigdiarfʀ ok Holmbiorn ok Þorbiorn þæiʀ letu retta stæin þenna ok bro gæra at Ion, faður sinn.
Översättning till nusvenska:
Sigdjärv och Holmbjörn och Torbjörn de läto uppresa denna sten och göra bron till minne av Jon, sin fader.